# Hesperoptenus
Genre
Hesperoptenus est un genre de chauves-souris.
Ces chiroptères se dirigent grâce un système d'écholocation en émettant des ultrasons via des vibrations du larynx et se nourrissent d'insectes.

## Liste des espèces
Selon BioLib (18 juin 2025) :
- Hesperoptenus blanfordi (Dobson, 1877)
- Hesperoptenus doriae (W. C. H. Peters, 1868)
- Hesperoptenus gaskelli J. Edwards Hill, 1983
- Hesperoptenus tickelli (E. Blyth, 1851)
- Hesperoptenus tomesi O. Thomas, 1905